# Tooele County

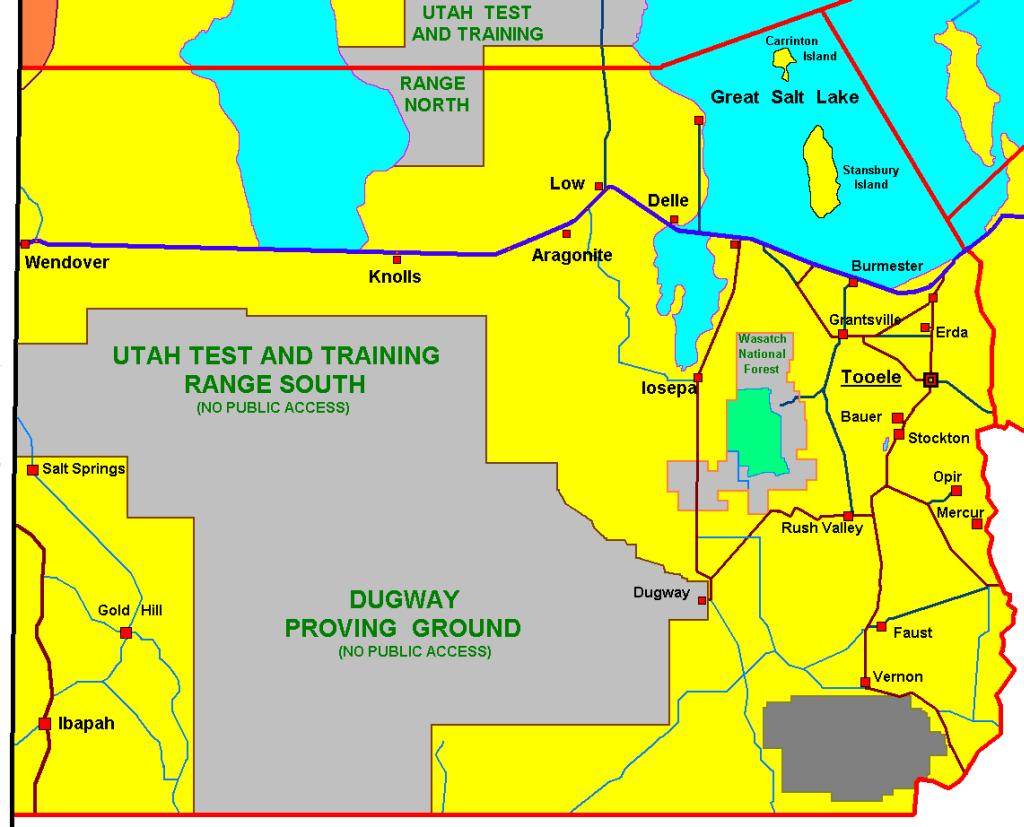
Tooele County Utah (Details)

Tooele County ist ein County im Bundesstaat Utah der Vereinigten Staaten. Das U.S. Census Bureau hat bei der Volkszählung 2020 eine Einwohnerzahl von 72.698 ermittelt.

## Geographie
Das Tooele County hat eine Fläche von 18.874 Quadratkilometern, davon sind 924 Quadratkilometer Wasserfläche, und ist somit das zweitgrößte County in Utah. Die ausgetrocknete Große Salzwüste (Salt Lake Desert) im mittleren und westlichen Teil des County wird als militärisches Trainingsgebiet genutzt. Zwischen der Utah-Test and Training Range North und der Utah-Test and Training Range South durchquert die Interstate 80 von Wendover (an der Grenze von Nevada) das Tooele County nach Salt Lake City. Der Countysitz, zugleich größte Stadt, ist Tooele.
Das County grenzt im Uhrzeigersinn an das Box Elder County, Davis County, Salt Lake County, Utah County, Juab County, White Pine County (Nevada) und Elko County (Nevada).

## Geschichte
Tooele County wurde im Jahr 1852 gegründet. Es haben sich viele Indianer in diesem Gebiet niedergelassen, aber nur der shoshonisch sprechende Goshute-Stamm nahm dieses Gebiet in Besitz und betrachtete es als angestammtes Heimatland. Das traditionelle Territorium der Goshuten befand sich zum größten Teil im Gebiet des modernen Tooele County. Im Jahr 1852 wurden Grantsville, Batesville und Pine Canyon (später Lake View) besiedelt. Im Jahr 1855 wurde die Stadt Richville als Countysitz festgelegt, es stellte sich aber schnell
heraus, dass Tooele die größere Stadt war. 1861 wurde Tooele unwiderruflich als Countysitz festgelegt.
General Connor, ein überzeugter Mormonengegner, brachte 1864 Truppen in dieses Gebiet. Er war davon überzeugt, dass die Besiedlung mit Minenarbeitern die Vorherrschaft der Mormonen beenden würde. Der Rush-Valley-Minen-Distrikt wurde in den westlichen Oquirrh-Bergen errichtet. Über 100 Claims wurden im ersten Jahr abgesteckt. Zwei neue Minenstädte entstanden: Ophir und Mercur. 1870 lebten mehr als 6.000 Nicht-Mormonen in diesem Gebiet.

### Republik Tooele
Von 1874 bis 1879 haben Nicht-Mormonen (Politiker der Liberalen Partei von Utah) die Kontrolle über die Politik in Tooele übernommen. Es war das erste Mal, dass Nicht-Mormonen die Geschicke des Landes lenkten. Als Folge riefen sie die Republic Tooele aus.

### Modernes Tooele
Der Minenbetrieb ist auch im 21. Jahrhundert ein wichtiger Wirtschaftsfaktor. Die zwei großen Militärbasen wirken sich ebenfalls positiv aus. Die Wendover Air Force Base ist nun geschlossen. Sie war das Trainingsgebiet für die Enola-Gay-Crew, die den ersten Atombombenabwurf 1945 vorbereitet hat. Das Tooele Army Depot (1942 errichtet) beherbergt den größten Teil an biologischen und chemischen Waffen der USA. Über 45 % der ABC-Waffen der USA lagern hier.

## Demografische Daten

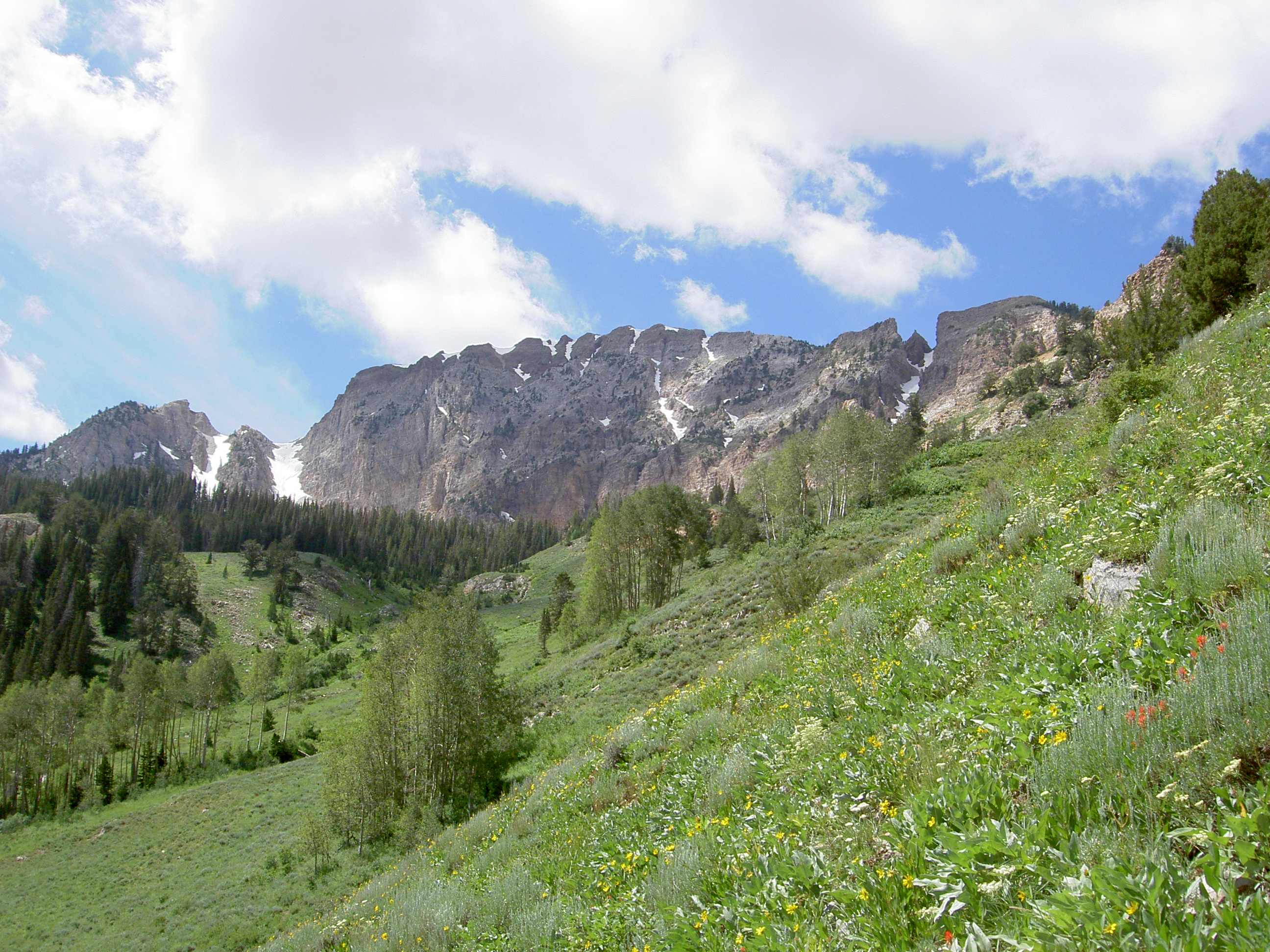
Der Deseret Peak, höchster Berg der Stansbury Mountains

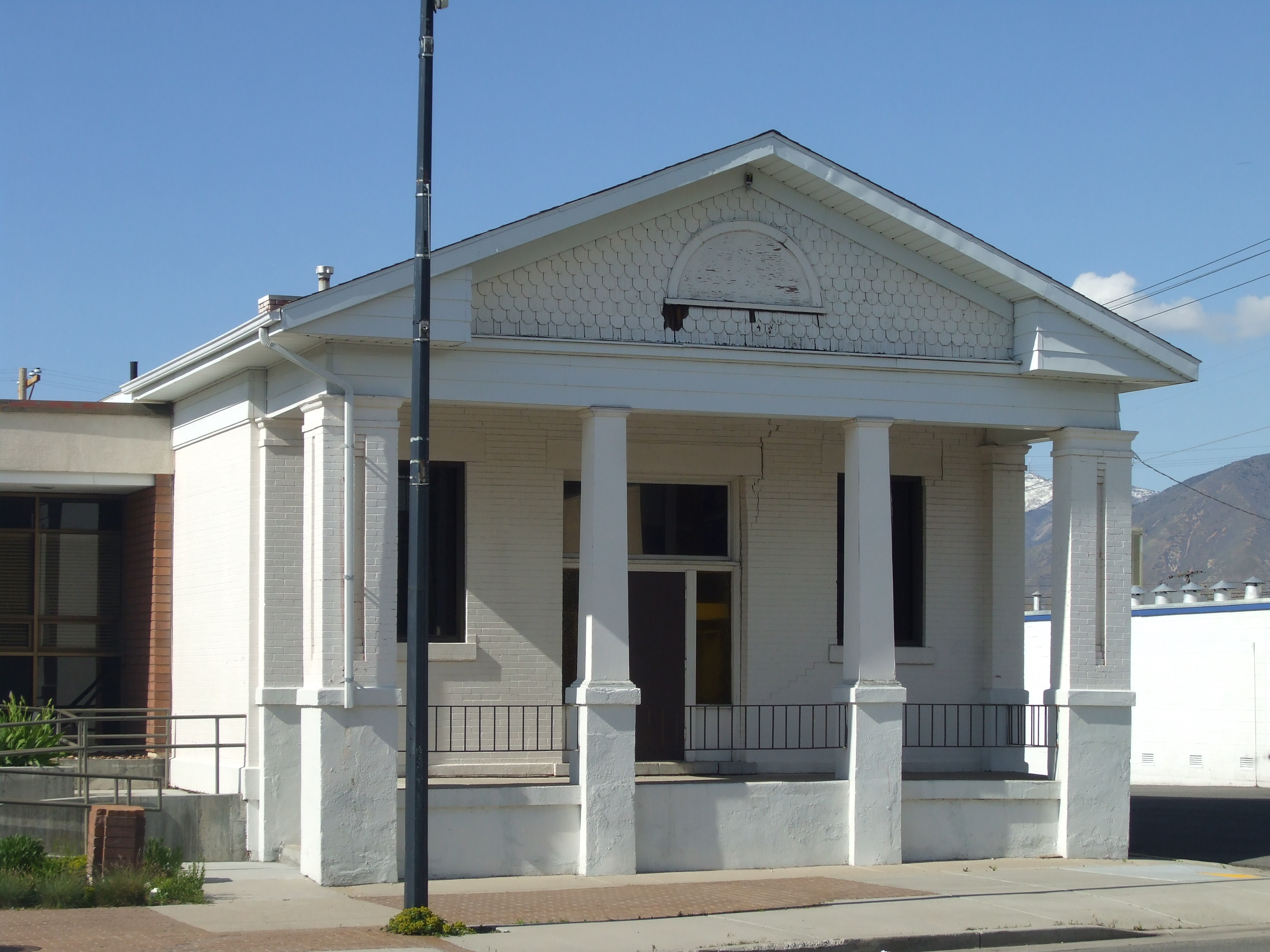
Tooele Carnegie Library, gelistet im NRHP mit der Nr. 84000420

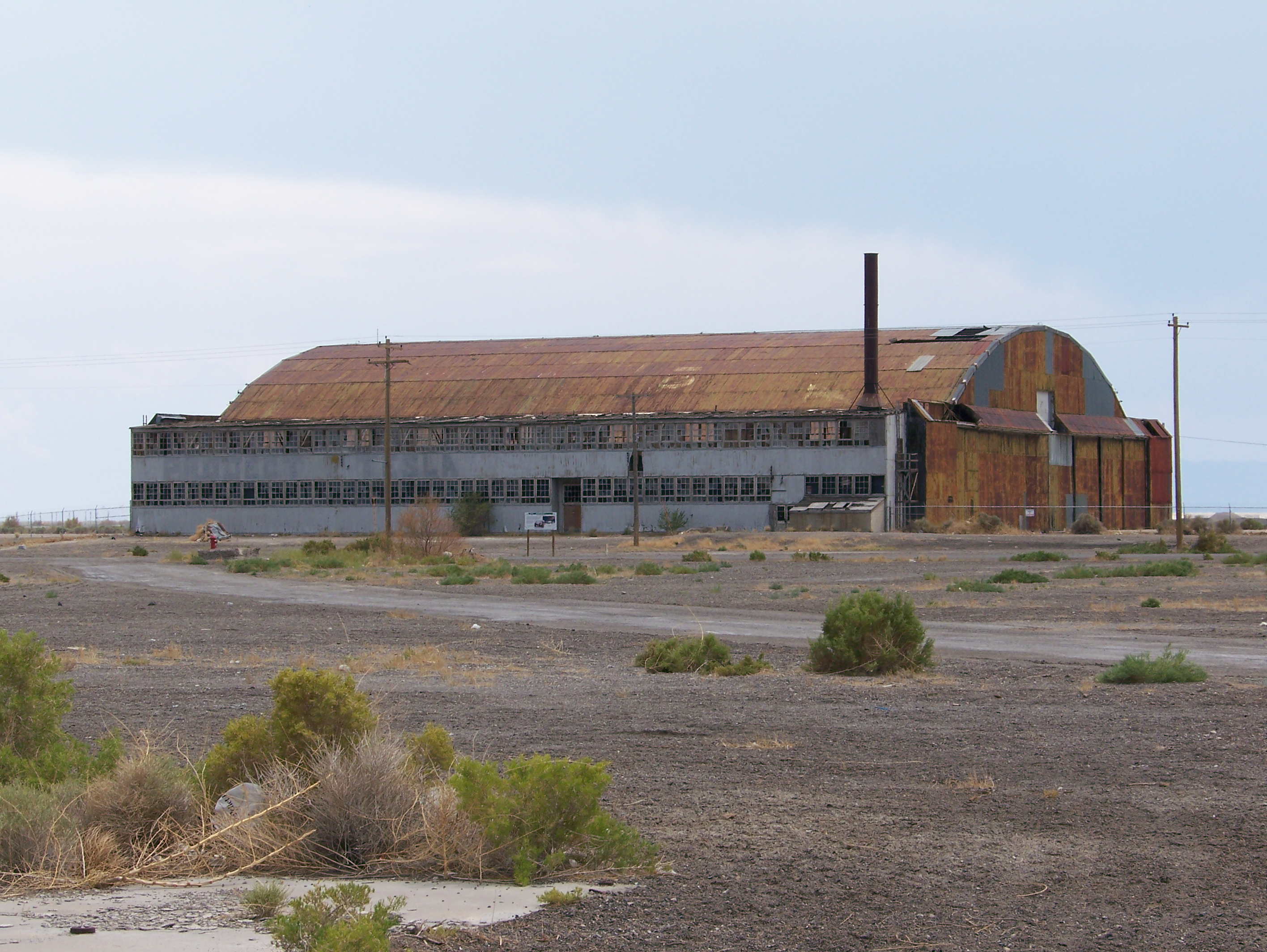
Hangar der Wendover Air Force Base, gelistet im NRHP mit der Nr. 75001827

Nach der Volkszählung im Jahr 2000 lebten im Tooele County 40.735 Menschen. Es gab 12.677 Haushalte und 10.128 Familien. Die Bevölkerungsdichte betrug 2 Einwohner pro Quadratkilometer. Ethnisch betrachtet setzte sich die Bevölkerung zusammen aus 89,19 % Weißen, 1,28 % Afroamerikanern, 1,70 % amerikanischen Ureinwohnern, 0,60 % Asiaten, 0,18 % Bewohnern aus dem pazifischen Inselraum und 4,50 % aus anderen ethnischen Gruppen; 2,55 % stammten von zwei oder mehr ethnischen Gruppen ab. 10,34 % der Bevölkerung waren spanischer oder lateinamerikanischer Abstammung.
Von den 12.677 Haushalten hatten 47,40 % Kinder und Jugendliche unter 18 Jahre, die bei ihnen lebten. 66,00 % waren verheiratete, zusammenlebende Paare, 9,50 % waren allein erziehende Mütter. 20,10 % waren keine Familien. 16,80 % waren Singlehaushalte und in 6,10 % lebten Menschen im Alter von 65 Jahren oder darüber. Die Durchschnittshaushaltsgröße betrug 3,11 und die durchschnittliche Familiengröße lag bei 3,51 Personen.
Auf das gesamte County bezogen setzte sich die Bevölkerung zusammen aus 35,00 % Einwohnern unter 18 Jahren, 11,50 % zwischen 18 und 24 Jahren, 29,50 % zwischen 25 und 44 Jahren, 16,60 % zwischen 45 und 64 Jahren und 7,30 % waren 65 Jahre alt oder darüber. Das Durchschnittsalter betrug 27 Jahre. Auf 100 weibliche Personen kamen 97,00 männliche Personen, auf 100 Frauen im Alter ab 18 Jahren kamen statistisch 95,40 Männer.
Das jährliche Durchschnittseinkommen eines Haushalts betrug 45.773 USD, das Durchschnittseinkommen der Familien betrug 50.438 USD. Männer hatten ein Durchschnittseinkommen von 37.861 USD, Frauen 24.179 USD. Das Prokopfeinkommen betrug 16.321 USD. 6,70 % der Bevölkerung und 5,20 % der Familien lebten unterhalb der Armutsgrenze. 7,70 % davon waren unter 18 Jahre und 7,00 % waren 65 Jahre oder älter.

## Städte und Orte
- Angels Grove
- Aragonite
- Barro
- Bauer
- Blair
- Burmester
- Clifton
- Clive
- Clover
- Delle
- Dolomite
- Dugway
- Erda
- Faust
- Flux
- Gold Hill
- Grantsville
- Ibapah
- Knolls
- Lago
- Lake Point
- Lake Point Junction
- Lincoln
- Lofgreen
- Low
- Marshall
- Mills Junction
- Ophir
- Pehrson
- Rush Valley
- Saint John
- Salduro
- Silsbee
- Stansbury Park
- Stockton
- Terra
- Timpie
- Tooele
- Topliff
- Vernon
- Wendover
- West Mercur